# Четирите благородни истини
Четирите Благородни Истини (санскрит: чатвари арясатяни; пали: чатари ариясачани) са едни от най-важните учения във всички будистки традиции. Учението на Четирите Благородни Истини обяснява природата на дукха (пали: често се превеждана като „страдание“, „страх“, „стрес“, „незадоволеност“), показва причините за страданието, директно твърди, че има състояние на ума, свободно от страдания, и има път, който води към това състояние.
Според будисткото предание историческият Буда за първи път преподава Четирите Благородни Истини в първата си проповед, след като постига просветление. Традиционно то се нарича Първото завъртане на Колелото на Дхарма (Дхамачакра Правартана сутра) и той допълнително разяснява значението ѝ в много последващи учения.
Според учението на Буда всички същества са се прераждали от незапомнени времена поради неразбирането на Четирите Благородни Истини. Когато те бъдат напълно разбрани, това слага край на страданието и причинете за страдание и се постига освобождение, а впоследствие и пълно просветление или най-висшето възможно щастие.

## Въведение
Учението за Четирите благородни истини представя природата на дукха (пали: страдание, стрес, безпокойство), причините за него и как може да бъде преодоляно.
Четирите Благородни Истини се считат за най-важните учения в будизма. Те могат да бъдат сравнени със стъпките на слона: както стъпките на всички други животни могат да влязат в стъпката на слона, така и по същия начин, всички учения на Сидхарта Гаутама Буда се съдържат в учението на Четирите Благородни Истини. Четирите Благородни Истини представляват идейната рамка на будистката мисъл.
Според традицията, Сидхарта Гаутама Буда преподавал Четирите Благородни Истини нееднократно, непрекъснато разширявайки и разяснявайки значението им. Уалпопа Рахула обяснява:
Сърцето на учението на Буда се намира в Четирите Благородни Истини, които са били изложени в първата му проповед пред своите стари другари, петимата аскети в Исипатана (съвременен Сарнат) близо до Бенарес. В тази проповед, както я имаме в оригиналните текстове, тези Четири истини били дадени в писмен вид. Но съществуват места в най-ранните будистки писания, където те са обяснявани отново и отново в най-малките детайли по-различни начини. Ако започнем да изучаваме Четирите Благородни Истини с помощта на тези указания и обяснения, ще добием вярна и точна представа за най-важните учения на Буда според оригиналните текстове.

## Първата проповед на Сидхарта Гаутама Буда
Четирите Благородни Истини са произнесени от историческия Буда Шакямуни при Първото завъртане на Колелото на Дхарма (Дхармачакра-правартана-сутра), която в превод гласи:
1. „Благородната истина за страданието (дуккха)“: раждането е страдание, старостта е страдание, болестта е страдание, смъртта е страдание, скръбта, риданието, болката, мъката, отчаянието са страдание, обединението с неприятното е страдание, раздялата от приятното е страдание, неполучаването на желаното е страдание, накратко петте агрегати на привързването (материя, чувство, възприятие, умствени образувания, съзнание) са страдание. Изобщо обусловеното състояние на ума е страдание. Това е съпоставимо с болест, която следва да бъде разбрана.
2. „Благородната истина за причината за страданието (самудая)“: силното желание, което поражда прераждане, съпроводено от страст и наслада, наслаждаване на това и онова – т.е. желание за сетивно удоволствие, желание за съществуване, желание за несъществуване. Причината на всичко това е основното невежество. Тук аналогията е причината за болестта, която следва да се изкорени."
3. „Благородната истина за края на страданието (ниродха)“: пълното прекратяване на същото това желание, отказване от него, напускане, освобождаване и отделяне от него. Прекратяването възниква от щастието, което е свободно от страдание и това е целта, която трябва да се достигне."
4. „Благородната истина за пътя водещ до края на страданието (магга)“: Благородния Осмократен Път, а именно: правилен възглед, правилно намерение, правилна реч, правилно поведение (действие), правилен начин на живот (препитание),[5] правилно усилие, правилно съзнаване и правилна концентрация." Четвъртата Благородна истина следва да се разбира като лекарството, което премахва болестта.

## Обяснение
Всяка една от тези истини има задача, която будистът трябва да изпълни. Страданието (първата истина) трябва да бъде напълно разбрано. То бива три вида:
- Страдание от страданието – дължи се на привързаността към петте Скандхи, водеща до замърсени състояния на ума и негативни действия и е най-грубата и очевидна форма на страдание. То се преживява като болка.
- Страдание от промяната, дължащо се на привързаността към постоянството: и най-голямата обусловена радост е непостоянна и не може да бъде задържана. Първоначално това страдание се преживява като радост и удоволствие.
- Страдание от съставността или всепроникващо страдание – най-финото страдание, дължащо се на непостоянството на всичко съставно. Текстовете го описват като толкова фино, че на фона на привичното състояние на ума обикновените същества не го усещат и то се осъзнава когато първите два вида вече са отслабени.

Причината за страданието (втората истина) трябва да бъде изкоренена. Краят на страданието (третата истина) трябва да бъде постигнат. Пътят водещ до края на страданието (четвъртата истина) трябва да бъде развит. Когато Благородния Осмократен Път бъде напълно развит, будистът разбира страданието. Когато разбере страданието, желанието се изкоренява. И когато желанието бъде изкоренено, се постига края на страданието – Нирвана (Просветление).

### Първата истина: дукха
Първата благородна истина е истината за дукха. На пали термина дукха обикновено се превежда като „страдание“, но терминът дукха има много по-широк смисъл, отколкото обичайното употреба на думата „страдание“. Дукха предлага основата на незадоволителността, която прониква всички форми на живота, което се дължи на факта, че всички форми на живот са непостоянни и постоянно се променят. Дукха показва липса на удовлетворение, чувство, че нещата никога не се съобразяват с нашите очаквания или стандарти.
Значението на дукха не е предназначено да сме песимисти, а по-скоро да определи природата на дукха, за да могат всички неща, които е дукха да бъдат преодолени. Буда признава, че съществува едновременно щастие и тъга в света, но той учи, че дори когато имаме някакъв вид щастие, то не е постоянно, то подлежи на промяна. И поради тази нестабилна, непостоянно природа на всички неща, всичко, което преживяваме има качеството на Дукха или на неудовлетвореността. Затова, освен ако не можем да получим вътрешно прозрение за тази истина и да разберем какво е наистина в състояние да ни даде щастие и това, което не е в състояние да осигури щастие, преживяната неудовлетвореност ще продължи да съществува.
Тралег Кябджон Ринпоче обяснява:

Обикновено смятаме, че нашето щастие зависи от външни обстоятелства и ситуации, а не от нашата собствена вътрешна нагласа към нещата или към живота като цяло. Буда казва, че недоволството е част от живота, дори и ако търсим щастието и дори, ако успеем ще намерим временно щастие. Самият факт, че това е временно, означава, че рано или късно щастието ще премине. Така че Буда е казал, че освен ако ние не разберем това и видим какво е всепроникващата неудовлетвореност или дукха, е невъзможно ние да започнем да търсим истинското щастие.

### Втората истина: произход на дукха
Основна статия: самудая
Втората благородна истина е истината за произхода на дукха. В рамките на контекста на четирите благородни истини произхода (пали: самудая) на дукха обикновено се обяснява като жажда (пали: танха), обусловена от невежеството (Пали авидя). Тази жажда протича през три канала:
- Жажда за сетивни удоволствия (кама-танха), за сетивните обекти, които осигуряват приятно усещане.
- Стремеж да бъда (бхава танха): това е жажда да бъдеш нещо, да се обединиш с преживяването. Това включва стремеж да бъдеш същество, което има минало и бъдеще, да продължиш цикъла на живот, смърт и прераждане[14] и стремежът да надделяваш и да доминираш над другите.
- Жажда да не бъдеш (вибхава танха): това е стремеж да не преживяваш света, както и желание да не преживяваш болезнени чувства.[15]

Невежеството (пали: авидя) може да се определи като непознаване на значението и последиците от четирите благородни истини На по-дълбоко ниво, това се отнася до неразбиране на характера на самия себе си и реалността
Друг често срещано обяснение представя причина на дукха като смущаващи емоции (санскритски: клеси) вкоренени в невежество (санскрит: авидя). В този контекст обикновено се определят три коренни смущаващи емоции, наречени трите отрови като основната причина за страданието или за дукха. Тези три отрови са:
- Невежество (санскрит: авидя или моха): неразбиране на същността на реалността; недоумение.
- Привързване (санскрит: рага): привързаност към приятните изживявания.
- Отвращение (санскрит: двеша): страх от получаване на това, което не искаме или не получаване на това, което искаме.[20]

### Третата истина: прекратяване на дукха
Вижте също: ниродха
Третата благородна истина е истината на прекратяване на дукха. Прекратяването (пали: ниродха) се отнася до прекратяването на страданието и причините за страданието. То представлява

прекратяване на всички незадоволителни преживявания и причините за тях по такъв начин, че те вече не могат да се появят отново. Това е отстраняването, окончателното отсъствие, прекратяване на тези неща, които тяхното не-възникване."

Прекратяване на страданието е целта на духовната практика на будистката традиция. Според будистката гледна точка, след като ние веднъж сме развили истинско разбиране за причините на страданието, като жаждата (танха) и невежеството (авидя), тогава ние можем изцяло да премахнем тези причини и по този начин да се освободим от страданието.
Прекратяването на страданието често се отъждествява с нирвана (санскрит и пали ниббана), което може да бъде описано като състояние на прекратяване или като събитие или процес на прекратяване. Може да се каже, че временното състояние на нирвана се появява, когато причините за страданието (например жаждата) са престанали в ума ни.
Джоузеф Голдщайн обяснява:

Аджан Буддхадаса, добре известен тайландски учител на миналия век, казва, че когато селяните в Индия готвят ориз и го чакат да изстине, те казват: „Изчакай малко ориза да стане ниббана“. Така че тук, ниббана означава хладното състояние на ума, освободено от пожарите на замърсяванията. Както Аджан Буддхадаса отбелязва: „Колкото по-хладен е ума, толкова повече е ниббана в този момент“. Ние можем за себе си да забележим относителните състояния на прохлада в собствените си умове през целия ни ден.

### Четвъртата истина: пътя за прекратяването на дукха
Основна статия: Благородния Осмократен Път
Четвъртата благородна истина е пътят за прекратяване на дукха. Този път се нарича Благородния Осмократен Път и се счита за същността на будистката практика. Осмократният път се състои от: правилната гледна точка, правилният стремеж, правилното говорене, правилното действие, правилният начин на живот, правилното усилие, правилното мислене и правилната концентрация.
Докато първите три истини основно се занимават с разбирането на природата на дукха (страдание, безпокойство, стрес) и неговите причини, четвъртата истина представя практичен метод за преодоляване на дукха. Този път се състои от набор от осем взаимосвързани фактори или условия, които когато са развити едновременно водят до прекратяването на дукха. Аджан Сучито описва пътя като „мандала от взаимосвързани фактори, които се подкрепят и уравновесяват един-друг.“
Така, осемте точки на пътя не трябва да се разбират като етапи, в които всеки един етап завършва преди да премине към следващия. Вместо това, те трябва да се разбират като осем значителни измерения на човешкото поведение – ментално, речево и телесно, които работят зависимо едно от друго и взети заедно, те определят пълния път и начин на живот.

## Практика
Практикуващият трябва първо да постигне правилния възглед. Когато правилният възглед е постигнат, това ще окуражи възникването на правилно намерение. Правилното намерение ще доведе до правилна реч, която ще създаде условия за правилното действие.
Правилното действие ще доведе до възникването на правилно препитание (работа). Правилното препитание (работа) ще доведе до възникването на правилно усилие. Правилното усилие ще доведе до възникването на правилно съзнаване.

## Четирите Неизмерими
В интерпретацията на Джамгон Конгтрул Ринпоче на нивото на Махаяна Четирите Благородни Истини съответстват на Четирите Неизмерими:
- Любов, изразена с формулата „Нека всички същества да имат щастие и причините за щастие.“ Тя отговаря на първата благородна истина за страданието.
- Съчувствие, изразено с формулата „Нека всички същества да са свободни от страдание и причините за страдание.“ и отговаря на втората благородна истина за причината за страданието.
- Радост, изразена с формулата „Нека всички същества да преживяват щастие, което е напълно свободно от страдание.“ представлява истината за края на страданието. Просветлението се описва като най-висша радост.
- Равнопоставеност, изразена с формулата „Нека всички същества останат във великата равнопоставеност, която е без привързаност и отблъскване.“ Тя отговаря на истината за пътя водещ до просветление.